# Образец силы
Образец силы (англ. Patterns of Force, букв. «Паттерны власти») — двадцать первая серия второго сезона американского научно-фантастического телесериала «Звёздный путь» по сценарию Джона Мередита Лукаса и снятый режиссёром Винсентом Макэвити. Премьера состоялась 16 февраля 1968 года.
В этом эпизоде экипаж космического корабля «Энтерпрайз» выискивает наблюдателя Федерации на планете, где господствует «нацистский» режим.
Эта серия с 1968 по 1995 год была исключена из показов «Звёздного пути» на немецком телевидении из-за демонстрации в фильме нацистской формы и нацистских знаков различия.

## Сюжет
Звездолет «Энтерпрайз» прибывает на планету Экос, чтобы расследовать исчезновение Джона Гилла, культурного наблюдателя Федерации, который был одним из профессоров, преподававших историю капитану Кирку в Академии Звёздного Флота. «Энтерпрайз» ложится на орбиту Экоса и подвергается нападению ракеты, вооруженной термоядерной боеголовкой, технологии слишком передовой для Экоса и соседней с ним планеты Зион (это две совершенно разные планеты, на Экосе воинственное или анархистское общество, а на Зеоне — мирное развитое общество).
Кирк подозревает, что Гилл может быть ответственен за внедрение передовых технологий, что будет означать, что он «заразил» экосианскую культуру и нарушил Главную директиву. Кирк и первый помощник Спок решают спуститься на планету для расследования. Перед их транспортировкой на поверхность главный врач корабля доктор Маккой имплантирует им под кожу предплечья аварийные транспондеры, выполняющие роль устройств самонаведения на случай, если они не смогут использовать свои коммуникаторы.
По прибытии Кирк и Спок в ужасе наблюдают, как зионца арестовывают экосианские солдаты, одетые в коричневые рубашки нацистских штурмовиков. Телехроника под открытым небом показывает митинг экосианцев, на котором огромные толпы людей выкрикивают лозунги в нацистском стиле и размахивают флагами, украшенными свастикой. Нацистская офицерка Дарас получает почетную медаль «Железный крест второй степени». Упоминается «Окончательное решение», означающее, по-видимому, уничтожение всех зионцев, живущих на Экосе, как прелюдию к полному уничтожению Зиона. Телепередача заканчивается тем, что репортер отдает нацистское приветствие фотографии фюрера, в котором потрясенный Кирк узнает Джона Гилла.
Пораженные и полные решимости связаться с Гиллом, Кирк и Спок крадут униформу и пытаются проникнуть в главный штаб, но их ловят, когда обнажаются уши Спока. Его и Кирка пытают, пока председатель партии Энег не приказывает бросить их в камеру для дальнейшего допроса. Там они встречают Исака, заключенного с Зиона, которого они видели ранее арестованным.
Трио быстро сбегает, используя кристаллы рубиндия из транспондеров Кирка и Спока в качестве лазерных резаков, они забирают свои коммуникаторы. Исак берет их на встречу с подпольным сопротивлением во главе с его братом Эбромом. Внезапно на их убежище совершается набег во главе с Дарас, что оказывается проверкой подпольщиков на лояльность незнакомцев. Дарас на самом деле является участницей сопротивления, внедрившейся в правительство. Эбром объясняет, что заместитель фюрера Мелакон на самом деле является фактическим лидером Экоса. Кирк и Спок, в свою очередь, объясняют ситуацию со своей точки зрения и просят помощи в поиске Гилла. Они узнают, что в тот вечер «фюрер» должен произнести речь, которая официально положит начало «окончательному решению».
Чтобы попасть в центр вещания, заговорщики выдают себя за съемочную группу. Они находят Гилла в будке вещания, окруженной охранниками, он кажется ошеломленным, но начинает свою речь. Кирк направляет луч доктора Маккоя вниз; он приходит в гардероб, где их обнаруживает группа безопасности во главе с председателем Энегом, который, на удивление, кажется, не узнает их. После того, как тот уходит, Исак объясняет, что Энег также является членом сопротивления.
Пробравшись в будку для трансляций, Маккой подтверждает, что Гилл сильно накачан наркотиками. Он вводит противодействующий стимулятор, в то время как Спок производит вулканское слияние разумов с Гиллом и выясняет, что Мелакон был ответственен за состояние Гилла. Едва связно Гилл объясняет, что первоначально он навязал форму нацизма (фашизма) живущим без законов экосианцам, потому что считал, что это самая эффективная система правления из когда-либо придуманных. Система работала на Экосе до тех пор, пока Мелакон не получил контроль и не превратил его в инструмент для уничтожения Зиона.
Кирк информирует Гилла о степени, в которой Экос продвинулся к подобию нацистской Германии. Гилл, будучи теперь в достаточно ясном сознании, чтобы высказывать свое мнение, отказывается от «Окончательного решения», отменяет вторжение на Зеон и объявляет Мелакона предателем. Мелакон хватает пистолет-пулемет и открывает огонь по будке вещания, смертельно ранив Гилла. В отместку Исак дважды стреляет в Мелакона, убивая его. Энег и Дарас, все еще официально уважаемые партийные лидеры, соглашаются «остановить кровопролитие» и планируют объявить об окончании нацистского режима. Энег благодарит Кирка за помощь Звездного Флота, но просит их уйти, говоря, что две планеты смогут восстановиться сами.

## Производство
В фильме были использованы кадры о ракете Фау-2 из документальных фильмов, а кадры с Гитлером в машине были взяты из фильма Лени Рифеншталь 1935 года «Триумф воли».

## Реакция общества

### История немецкого вещания
Поскольку в «Образце силы» присутствует нацистская униформа и знаки отличия, а также показан персонаж, который заявляет, что нацистская Германия была «самым эффективным обществом» из когда-либо созданных, в Германии сочли  эту серию непригодной для развлечения. Поэтому она единственная из сериала не транслировалась в обоих первых показах в Германии (в общедоступной сети вещания ZDF в середине 1970-х и в частной сети Sat.1 в конце 1980-х и начале 1990-х). Эта серия была дублирована на немецкий язык только в 1995 году, во всех более ранних немецких выпусках она была представлена на английском языке с немецкими субтитрами. Наконец, в 1996 году её показали по немецкому платному телевидению и включили во все сезонные наборы DVD и Blu-ray. 4 ноября 2011 года серию уже показали и на общедоступном сетевом канале ZDFneo.